# Neuvy-sur-Barangeon
Neuvy-sur-Barangeon ist eine französische Gemeinde mit 1.114 Einwohnern (Stand: 1. Januar 2022) im Département Cher in der Region Centre-Val de Loire; sie gehört zum Arrondissement Vierzon und zum Kanton Aubigny-sur-Nère (bis 2015: Kanton Vierzon-2). Die Bewohner werden Neuvycéens und Neuvycéennes genannt.

## Geographie
Neuvy-sur-Barangeon liegt etwa 18 Kilometer westnordwestlich von Bourges. Umgeben wird Neuvy-sur-Barangeon von den Nachbargemeinden Presly im Norden und Nordosten, Méry-ès-Bois im Osten, Allogny im Süden und Südosten, Vouzeron im Süden und Südwesten sowie Nançay im Westen und Nordwesten.

## Geschichte
Die Ortschaft ist historisch das frühere Noviodunum Biturigum. 52 vor Christus belagerte zunächst Caesar das Oppidum des gallischen Volksstamms der Biturgen. Als er bereits zur Einnahme des Oppidums ansetzte, wollte Vercingetorix einen Entsatzangriff starten. Caesar konnte ihn jedoch zurückschlagen und nahm dann das Oppidum schließlich doch ein.

## Bevölkerungsentwicklung
| Jahr                      | 1962 | 1968 | 1975 | 1982 | 1990 | 1999 | 2006 | 2012 | 2020 |
| ------------------------- | ---- | ---- | ---- | ---- | ---- | ---- | ---- | ---- | ---- |
| Einwohner                 | 1048 | 1210 | 1107 | 1219 | 1221 | 1162 | 1232 | 1253 | 1106 |
| Quelle: Cassini und INSEE |      |      |      |      |      |      |      |      |      |

## Sehenswürdigkeiten
- Kirche Notre-Dame aus dem 13. Jahrhundert
- Schloss Le Grand-Chavanon (auch: Schloss Saint-Hubert), 1895 bis 1897 erbaut, seit 2008 als Monument historique eingeschrieben

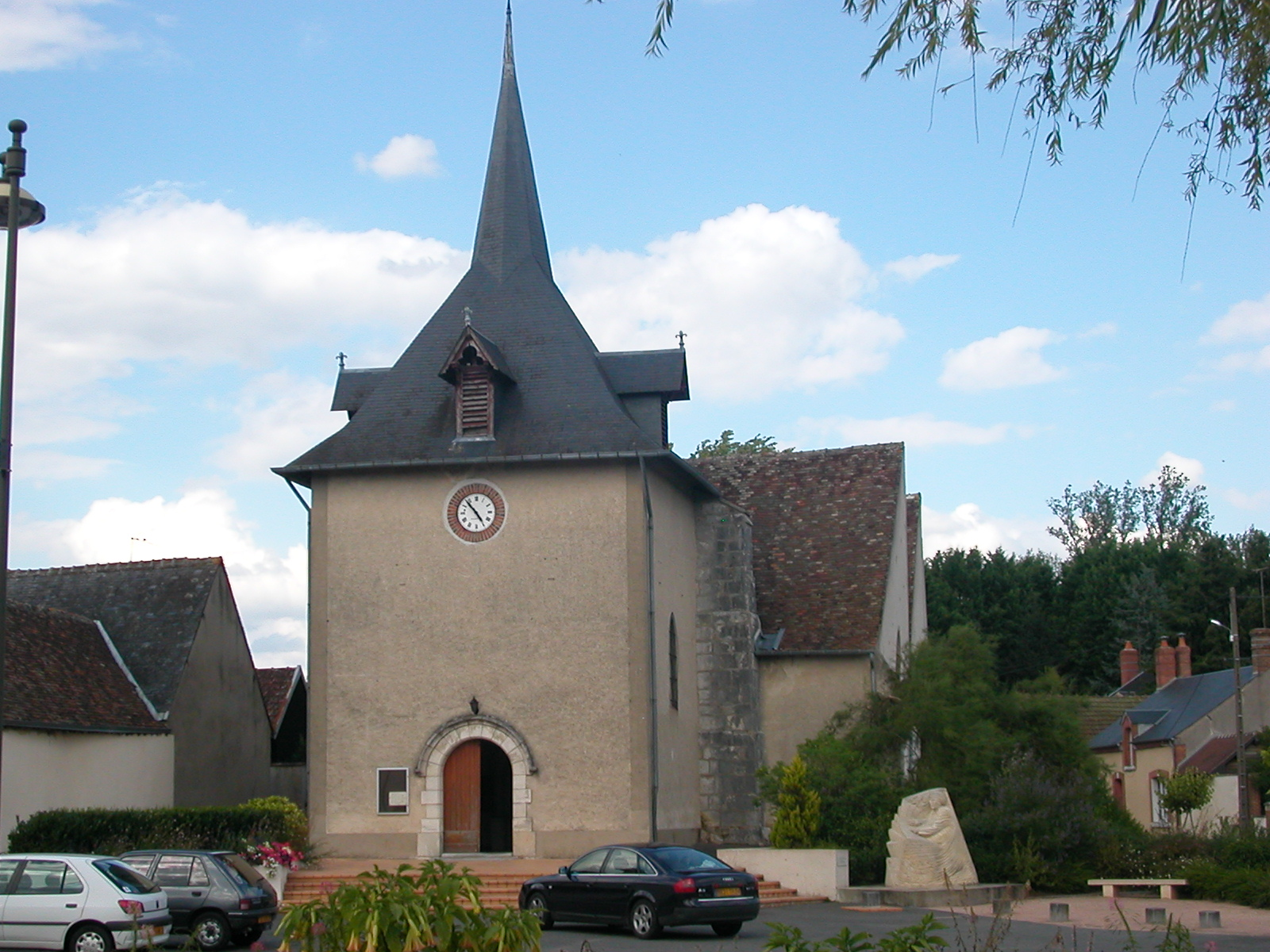
Kirche Notre-Dame
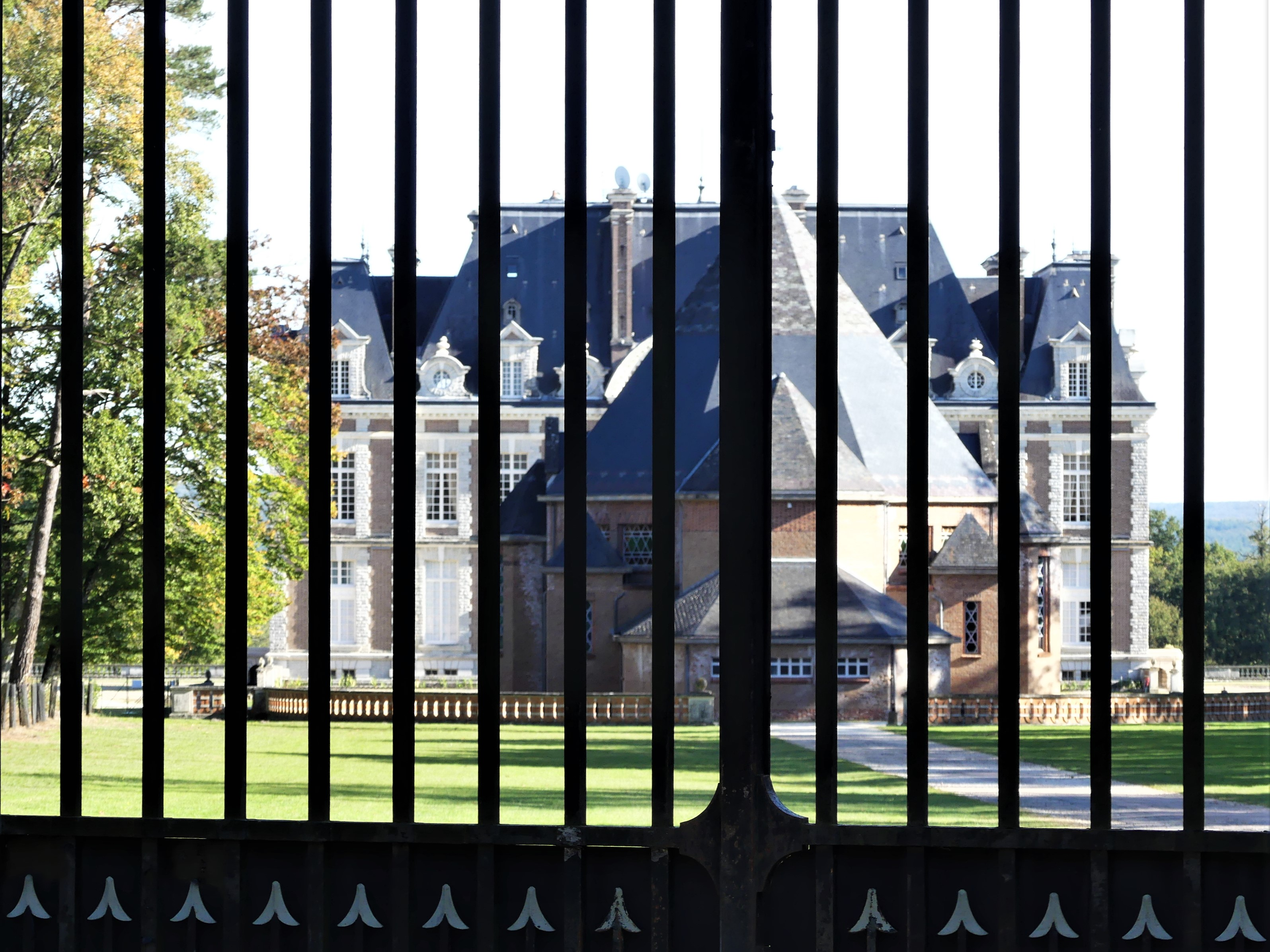
Schloss Le Grand-Chavanon

## Persönlichkeiten
- Robert Waitz (1900–1978), Mitglied der Résistance, verbracht nach Auschwitz, dort Häftlingsarzt
- Jean Graczyk (1933–2004), Radrennfahrer, in Neuvy-sur-Barangeon geboren